# Jean Bart (slagskepp)
Jean Bart var ett franskt slagskepp, den andra och sista medlemmen i Richelieu-klassen. Fartygen byggdes som ett svar på den italienska Littorio-klassen och baserades på föregångarna i Dunkerque-klassen med samma okonventionella arrangemang som grupperade huvudbatteriet i fören i två fyrdubbla kanontorn. De skalades upp för att rymma ett mycket kraftfullare huvudbatteri med åtta 38 cm kanoner (jämfört med Dunkerques 33 cm kanoner), med förstärkt pansar för att skydda dem mot kanoner av samma kaliber. Jean Bart kölsträcktes 1936 och sjösattes 1940, efter andra världskrigets utbrott i Europa. Fartyget var inte färdigt när Tyskland vann slaget om Frankrike, och Jean Bart skyndades till Casablanca för att undkomma framryckande tyska trupper. Hon hade endast ett av sina huvudtorn installerat, tillsammans med en handfull luftvärnskanoner.
I Casablanca försökte fransmännen förbereda fartyget så mycket som möjligt med tanke på den begränsade infrastrukturen och de nödvändiga delarna för att färdigställa fartyget. Hennes luftvärn förstärktes långsamt i takt med att kanoner blev tillgängliga och en radar installerades 1942. I november invaderade amerikanska och brittiska styrkor Franska Nordafrika i Operation Torch. Jean Bart hjälpte till en början till att stå emot attacken och deltog i en kanonduell med slagskeppet USS Massachusetts innan det skadades svårt av amerikanska störtbombare. Efter att de franska styrkorna i regionen gått över till den allierade sidan försökte fransmännen få fartyget färdigställt i USA, men önskemålen ledde inte till något eftersom den amerikanska flottan inte var intresserad av projektet. Jean Bart reparerades därför så mycket som möjligt i Casablanca och tillbringade därefter resten av kriget som utbildningsfartyg där.
År 1945 diskuterade man vad som skulle göras med fartyget, omvandla det till ett hangarfartyg, färdigställa det som ett slagskepp eller skrota henne. I slutändan beslutades att hon skulle färdigställas som slagskepp, en process som tog flera år. Det mesta av arbetet på fartyget var slutfört 1955, då det formellt togs i aktiv tjänst, och det genomförde två utlandskryssningar för att besöka Danmark och USA kort därefter. För första och sista gången i båda deras karriärer seglade Richelieu och Jean Bart tillsammans den 30 januari 1956. Jean Bart deltog i det franska ingripandet i Suezkrisen i november 1956, inklusive ett kort bombardemang med fyra skott mot Port Said. Hon placerades i reserv i augusti 1957 och användes som kasernfartyg fram till 1961. Hon förblev oanvänd i den franska marinens inventarier fram till 1970 då hon ströks ur flottans register och såldes för skrotning.

## Design

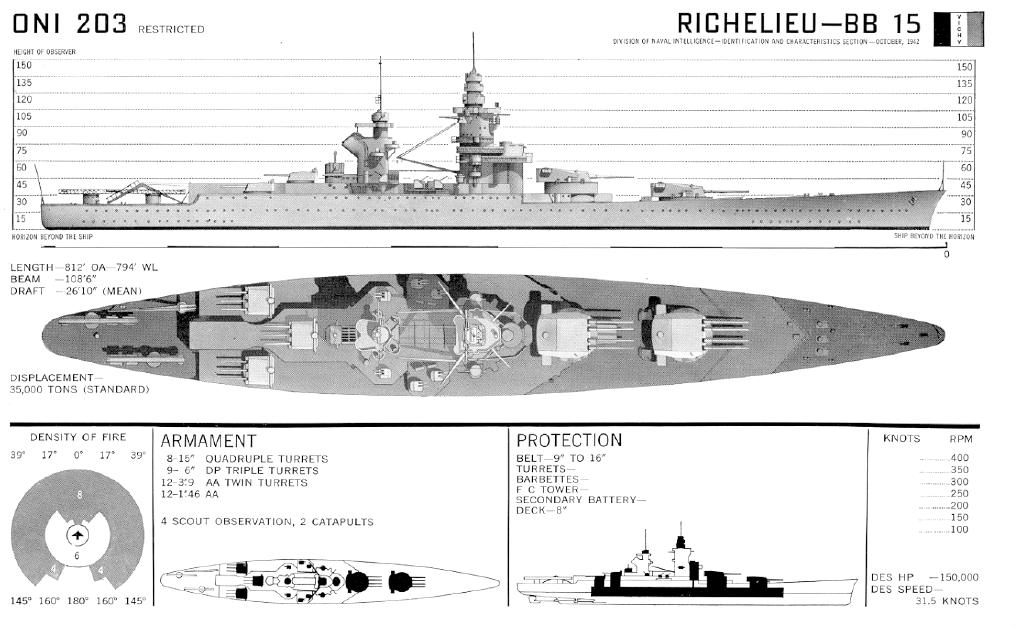
Ritning som visar Jean Barts systerskepp Richelieu i hennes första utförande

När Italien 1934 meddelade att man skulle börja bygga två slagskepp av Littorio-klass med 38,1 cm kanoner började den franska flottan omedelbart förbereda sig för att möta dem. De små slagskepp av Dunkerque-klassen som hade beställts utgjorde mallen för nästa franska slagskeppsdesign, men den behövde skalas upp för att matcha de nya italienska fartygen. Designstaben övervägde 38 och 40,6 cm kanoner, men de sistnämnda kunde inte införlivas i en konstruktion som höll sig inom den gräns på 35 560 ton som infördes genom Washingtonavtalet, och den valdes snabbt bort. Dunkerque-klassen hade sitt huvudartilleri i två fyrdubbla kanontorn i ett par framför överbyggnaden, konstruktörerna experimenterade med andra arrangemang, inklusive kombinationer av trippel- och tvillingtorn, men behovet av att minimera pansarbältets längd (och därmed dess vikt) gjorde det nödvändigt att upprepa Dunkerques-klassens utformning.
Jean Bart hade ett deplacement på 37 850 ton i standardutförande och 44 698 ton fullt lastat, med en total längd på 247,85 meter, en bredd på 33,08 meter och ett maximalt djupgående på 9,9 meter. Hon drevs av fyra växlade Parsonturbiner och sex oljeeldade Sural-vattenrörspannor, som gav totalt 155 000 axelhästkrafter (116 000 kW) och en maxhastighet på 32 knop (59 km/h). Vid en marschfart på 15 knop (28 km/h) hade fartyget en räckvidd på 9 500 nautiska mil (17 600 km). Besättningen bestod av 1 569 officerare och sjömän. Fartyget hade fyra Loire 130 sjöflygplan, och flygplansfaciliteterna bestod av en ångkatapult och en kran för att lyfta upp flygplanen.
Hon hade åtta 38 cm/45 Modèle (Mle) 1935-kanoner placerade i två fyrdubbla kanontorn, vilka båda var placerade i ett par framför överbyggnaden. Hennes sekundärartilleri bestod av nio 15,2 cm/55 Mle 1930-kanoner monterade i tre trippeltorn, placerade på den bakre överbyggnaden. Det tunga luftvärnet bestod av tolv 10 cm/45 Mle 1930 luftvärnskanoner i dubbeltorn. Det lätta luftvärnet tillhandahölls av ett batteri med åtta 37 mm kanoner i dubbelfästen och tjugo 13,2 mm kulsprutor i fyra fyrdubbla och två dubbelfästen. Fartygets bältespansar var 330 mm tjockt mittskepps, huvudbatteriets torn skyddades av 430 mm pansarplåt på sidorna och däcket var 170 mm tjockt.

## Tjänstgöring

### Konstruktion och flykt till Casablanca
Den franska flottan tilldelade den 27 maj 1936 kontraktet för Jean Bart till Chantiers de Penhoët-varvet i Saint-Nazaire, även om byggandet lades ut på underentreprenad till det närliggande A.C. Loire-varvet, eftersom de egna anläggningarna var upptagna med slagskeppet Strasbourg. Jean Bart kölsträcktes den 12 december, mindre än tre veckor innan Washingtonfördraget upphörde att gälla. Byggandet av Jean Bart och hennes systerfartyg Richelieu gjorde att Frankrike bröt mot villkoren i fördraget, som hade begränsat landet till att bygga slagskepp på 71 000 ton under det tioåriga moratoriet. De två Richelieu- och de två slagskeppen i Dunkerque-klassen hade sammanlagt ett slagskeppstonnage på 125 000 ton. Frankrike använde sig av det tysk-brittiska flottavtalet, som Storbritannien ensidigt hade undertecknat med Nazityskland (och i samband med detta i praktiken ogiltigförklarat klausulerna om nedrustning av flottan i Versaillesfördraget) i juni 1935, för att avfärda de brittiska invändningarna mot de nya fartygen. Arbetet med fartyget försenades ändå på grund av bristen på arbetare på varvet och behovet av att färdigställa Strasbourgs skrov så att det kunde sjösättas senare samma månad. Den torrdocka som användes för att bygga fartyget var A.C. Loire's nyligen färdigställda Caquot-docka, uppkallad efter dess konstruktör Albert Caquot, även om den allmänt kallades "Jean Bart-dockan". Arbetet med fartyget gick till en början långsamt, men de ökade spänningarna med Tyskland i början av 1939, som ledde till den tyska invasionen av Polen och utbrottet av andra världskriget, ledde till att större vikt lades vid att färdigställa fartyget.
Hon sjösattes den 6 mars 1940, men efter de första tyska framgångarna i slaget om Frankrike i maj insåg arbetarna att det normala utrustandet måste överges för att förbereda fartyget för att flyttas från hamnen. Arbetet med fartygets framdrivningssystem påskyndades kraftigt: cirka 3 500 arbetare tilldelades projektet, och inom loppet av en månad hade tre av fartygets pannor, två uppsättningar ångturbiner, två turbogeneratorer och två pumpar installerats, tillsammans med kritiska interna kommunikationssystem. De yttre propellrarna installerades den 6 och 7 juni, och de tre akterliga pannorna proveldades för första gången den 12-14 juni. Vid den här tiden var fartygets bestyckning mestadels ofullständig; det främre huvudbatteriets torn hade fått sina kanoner och sin pansarplåt installerade, men det saknade nödvändig utrustning för hantering av granater och eldledningssystem. Det övre tornet saknade kanoner och pansar och inget av de sekundära tornen hade installerats. Under rusningen för att förbereda fartyget för avgång installerades den 18 juni ett par dubbelmonterade 9 cm Mle 1930 luftvärnskanoner, hämtade från hjälpfartyget Gladiateur, i stället för 10 cm kanonerna, vars konstruktion hade försenats, men de hade då ingen ammunition eller eldledningssystem. Tre av 37 mm-kanonerna och sex av 13,2 mm-fästena installerades, och dessa var de enda användbara vapnen ombord på fartyget när det lämnade Frankrike, om än utan kontroll eftersom deras eldledningssystem fortfarande inte fanns ombord.
Medan arbetet fortfarande pågick fick fartygets befälhavare, kapten Pierre-Jean Ronarc'h den 11 juni order om att segla till Casablanca i Franska Marocko så snart som möjligt. Han uppskattade att den 19 juni skulle vara det bästa tillfället utifrån tidvattnet, och tidigt på morgonen bogserades Jean Bart av tre bogserbåtar klockan 03:30 ut från kajen och in i en kanal som snabbt hade muddrats för att möjliggöra flykten. Skeppet grundstöttes i mörkret, vilket böjde en av propellrarna, men bogserbåtarna drog loss det och klockan 04:45 fick besättningen igång Jean Barts motorer. Kort därefter anlände tre tyska Heinkel He 111-bombplan på 1 000 meters höjd för att attackera fartyget. Ett av flygplanen fick en träff med en 100 kg tung bomb som träffade mellan huvudbatteriets torn men gjorde obetydlig skada. Jean Bart ökade farten till 12 knop (22 km/h) och klockan 06:30 mötte upp med jagarna Le Hardi och Mameluk som skulle eskortera henne till Casablanca. Den brittiska jagaren HMS Vanquisher och två bogserbåtar mötte fartyget på havet och erbjöd sig att bogsera Jean Bart till Storbritannien, men Ronarc'h avböjde erbjudandet. Jean Bart bunkrade till sjöss från ett par tankfartyg och klockan 18.00 lämnade hon området tillsammans med de två jagarna. När de färdades utanför Lorient nästa dag avlöste jagaren Épée, Le Hardi och de tre fartygen fortsatte med en hastighet av 24 knop (44 km/h). De anlände till Casablanca klockan 17.00 den 22 juni.

### I Casablanca

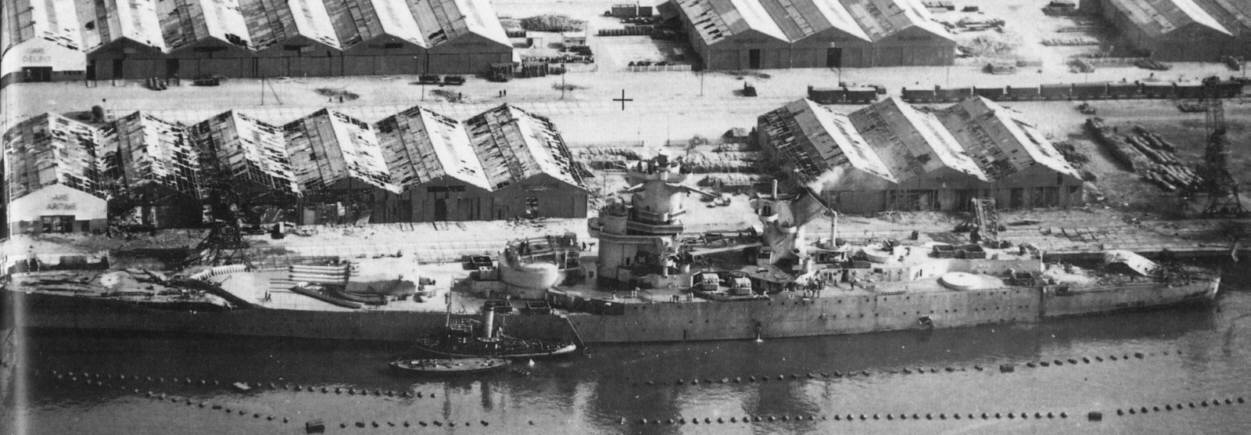
Jean Bart i Casablancas hamn

Efter att ha anlänt till Casablanca togs de flesta av Jean Barts luftvärnskanoner bort för att förstärka försvaret av hamnen: 9 cm- och 37 mm kanonerna flyttades till de bryggor som skyddade hamnen och två av de sex 13,2 mm kulsprutorna sattes på lastbilar. Efter nederlaget i slaget om Frankrike undertecknade fransmännen vapenstilleståndet den 22 juni 1940. Under fredsförhandlingarna föreslog fransmännen att Jean Bart och flera andra fartyg skulle stanna i Oran i Franska Algeriet, men de gick till slut med på att förflytta Jean Bart och Richelieu till Toulon för att demobiliseras. Tyskarna beslutade senare att inte tillåta flytten, eftersom de fruktade att britterna skulle försöka ta fartygen i beslag under passagen genom Gibraltarsundet; britterna hade under tiden det felaktiga intrycket att tyskarna försökte konfiskera den franska flottan. Detta ledde till Operation Catapult, en serie attacker mot franska krigsfartyg för att neutralisera de fartyg som inte ville övergå till de fria franska styrkorna.
Attackerna fick Ronarc'h att vidta försiktighetsåtgärder för att skydda sitt skepp. Han beordrade att de öppna barbetter för de sekundära tornen och det ofullständiga övre huvudkanontornet skulle täckas med betong, och en stor del av skrovet förseglades. Han flyttade fartyget till grunt vatten den 11 augusti. Elva dagar senare ersatte Émile Barthes kapten Ronarc'h som befälhavare. I september påbörjades arbetet med att göra fartyget redo för strid så mycket som gick att göra med det begränsade materialet i Casablanca. Den 7 september fick fartyget sexton 13,2 mm- och sjutton 8 mm kulsprutor, även om endast en av de sistnämnda faktiskt installerades eftersom de lätta kulsprutorna var av begränsad nytta. År 1941 tillverkades ett improviserat eldledningssystem med hjälp av en torpedtubsplattform som avlägsnats från den gamla jagaren Enseigne Gabolde som bas för en 14 meter avståndsmätare.
Fartygets luftvärnsbatteri förstärktes i april 1942 med fyra 37 mm kanoner i enkelmontage och ett par nya dubbla 9 cm kanoner. I maj hade det främre huvudbatteriets torn gjorts fullt funktionsdugligt och den 19 maj genomförde Jean Bart provskjutningar. Det provisoriska eldledningssystemet fungerade inte särskilt bra, så man improviserade ett trianguleringssystem med hjälp av observatörer ombord på fartyget och på två punkter vid Dar Bouazza och Sidi Abderrahman för att styra fartygets kanoner. I juni installerades fyra 37 mm kanoner i dubbelfästen samt ytterligare ett par dubbelmonterade 9 cm, men tre av de fyra 37 mm enkelkanonerna togs bort. En DEM-radar installerades och tester under de följande månaderna visade att uppsättningen kunde upptäcka flygplan på avstånd så långt som 70 km, men på grund av de röriga hamnanläggningarna runt fartyget kunde man inte undersöka dess förmåga att upptäcka ytfartyg. Radarn förklarades klart för tjänstgöring den 6 oktober. I början av november fick fartyget en femte dubbelmonterad 9 cm och ett sjätte planerades. Luftvärnsbatteriet bestod då av fem dubbelmonterade 9 cm, fem 37 mm kanoner (två i tvillingfästen och en i ett enkelfäste), arton 13,2 mm kulsprutor (två tvillingfästen och fjorton enkelfästen) och en 8 mm kulspruta.

#### Operation Torch

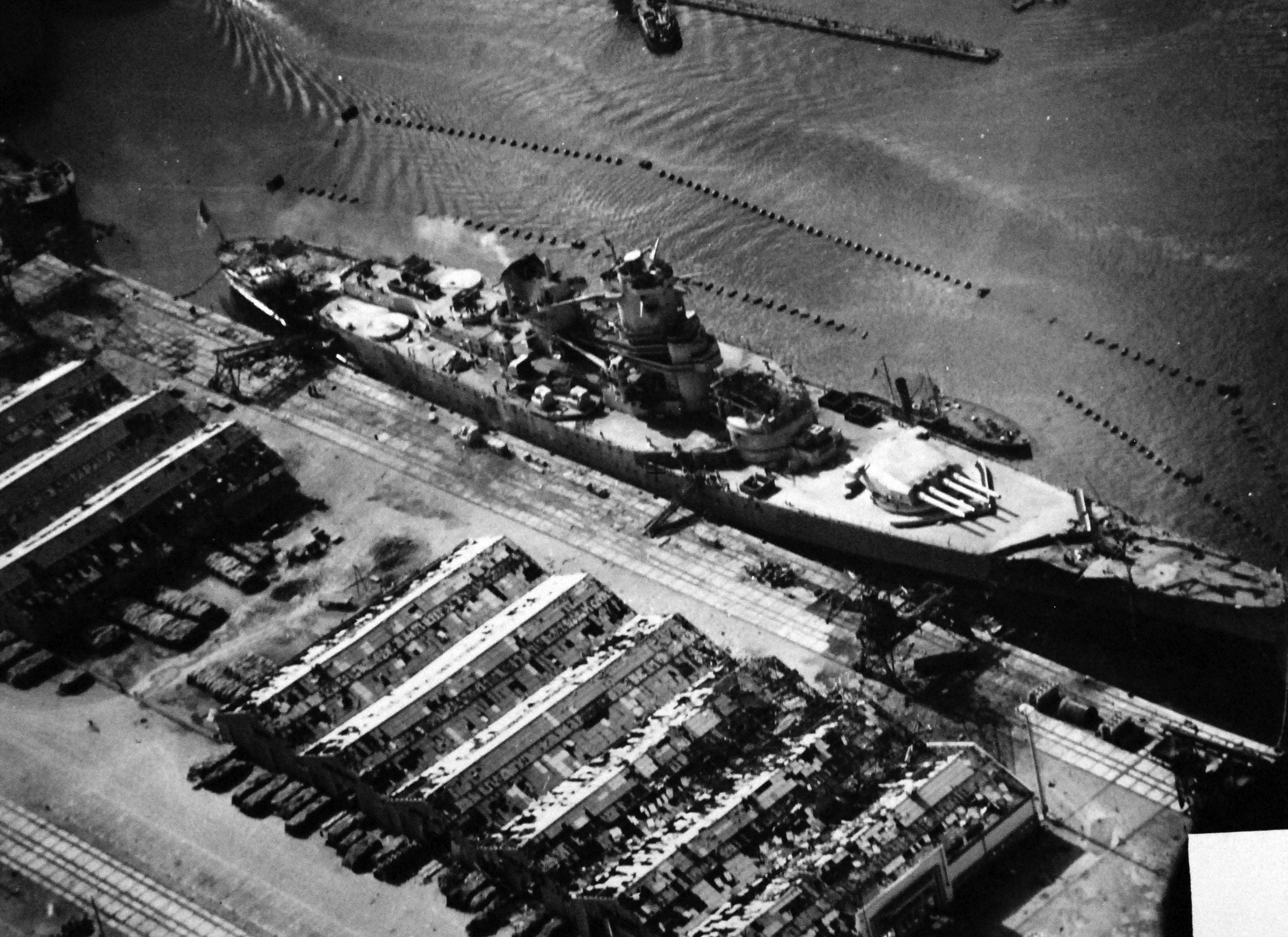
Jean Bart attackerat av flygplan från USS Ranger

Amerikanska och brittiska styrkor påbörjade Operation Torch, invasionen av Franska Nordafrika, den 8 november. En amerikansk styrka som omfattade slagskeppet Massachusetts (bestyckat med nio 40,6 cm kanoner), hangarfartygen Ranger och Suwanee samt tre tunga kryssare ledde invasionsflottan som landsteg nära Casablanca; amerikanerna hoppades att de franska försvararna snabbt skulle ge upp och övergå till de fria franska styrkorna. Ett franskt spaningsflygplan upptäckte flottan klockan 07.00 samma morgon, och för att motsätta sig landstigningen hade fransmännen en lätt kryssare, nio jagare och flera ubåtar, utöver kustbatteriet vid El Hank och Jean Bart, som skulle användas som flytande batteri. Attacken började med att Massachusetts och två av kryssarna besköt hamnen medan en grupp SBD Dauntless störtbombplan beväpnade med 230 kg bomber från Ranger slog till mot fartygen i hamnen. Jean Bart träffades av två bomber klockan 07:18; den första skadade babords katapult, startade en brand och orsakade en översvämning av det manuella styrutrymmet. Den andra träffade kajen och exploderade. Explosionen orsakade en betydande deformation av skrovplåten på styrbordssidan.
Jean Bart avfyrade i gengäld fyra salvor med två kanoner mellan 07:08 och 07:19, men när den franska kryssaren och de franska jagarna försökte ta sig ut lade de ut en rökridå som drev runt och hindrade de amerikanska kryssarna från att observera dem. Massachusetts angrep sedan Jean Bart och klockan 07:25 fick en träff som penetrerade det franska fartygets båda pansardäck och exploderade i de tomma magasinen för de ej monterade 15,2 cm kanonerna. En annan salva landade nära Jean Barts bog 07:35 och deformerade skrovet. Ytterligare en granat träffade kajen en minut senare och slungade fram betongfragment som skadade luftvärnskanonsbesättningar och orsakade ytterligare översvämningar. Klockan 07:37 träffade ytterligare en 40,6 cm granat fartyget, som passerade genom skorstenen och träffade kanten på pansardäcket. En annan granat träffade kajkanten, slog i den yttre plåten och avleddes nedåt av pansarbältet. Den gick sedan genom skrovets botten och begravde sig i havsbotten, utan att explodera. Klockan 08:06 träffade en annan salva fartyget med ett par granater. Den första träffade det operativa huvudbatteriets torn, tryckte ner den främre pansarplåten och blockerade tornet, och den andra träffade den övre barbetten. Denna granat splittrades vid nedslaget, men fragmenten skadade ändå pansardäcket. Ytterligare en granat från Massachusetts träffade fartyget kl. 08.10 på kvartsdäck, där den trängde igenom det sluttande pansardäcket och exploderade i ballastutrymmet, vilket orsakade ytterligare översvämning i roder-utrymmet.

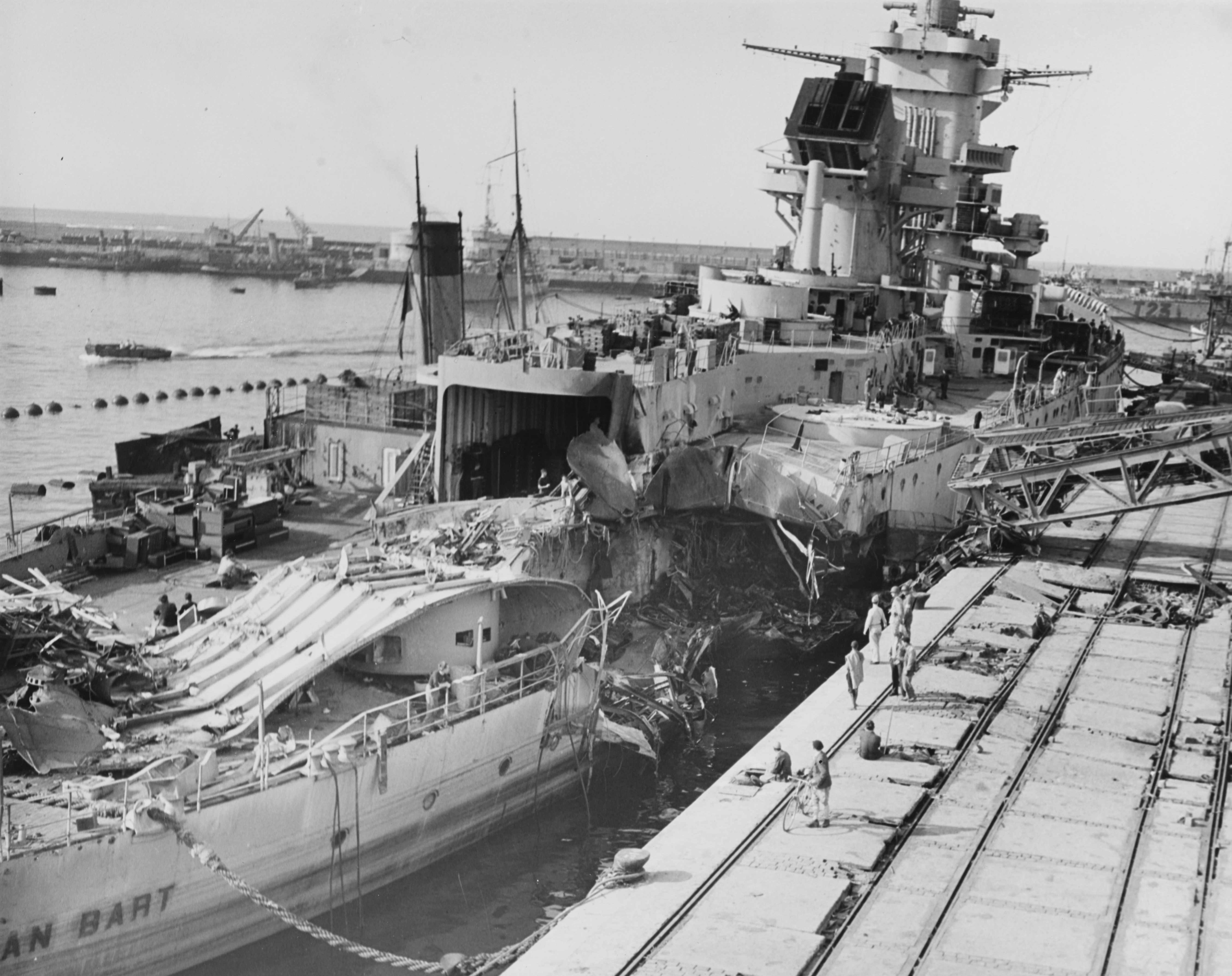
Bild från den 16 november 1942 som visar skadorna på Jean Barts akter från den andra bombträffen

Trots de många granat- och bombträffarna hade Jean Bart inte skadats allvarligt, vilket amerikanerna dock inte visste. Arbetare skar snabbt bort det deformerade stålet som blockerade huvudbatteriets torn och det var åter i drift kl. 17.24. Endast en av 40,6 cm granaterna kunde ha allvarligt hotat fartyget, eftersom en explosion i 15,2 cm magasinet kunde ha förstört fartyget om det hade varit fullt av drivladdningar. Nästa dag användes fartygets 9 cm kanoner för att beskjuta framryckande marktrupper, och den 10 november angrep Jean Barts främre torn den tunga kryssaren USS Augusta mellan klockan 11:41 och 11:51, och träffade nästan med sin andra salva. Tre av hennes nio salvor träffade Augusta, vilket tvingade kryssaren att dra sig tillbaka i hög fart och fick Ranger att inleda ett andra luftangrepp mot fartyget.
Nio Dauntlesses störtbombplan, den här gången beväpnade med 450 kg bomber, och åtta F4F Wildcat jaktplan attackerade fartyget klockan 15.00. Jaktplanen besköt Jean Barts luftvärnsbatterier inför Dauntless-attackerna. Två av bombplanen träffade; det första orsakade omfattande skador på förmaket och det andra förstörde en betydande del av skrovet mot aktern. Båda bomberna orsakade allvarliga bränder som släcktes först vid 20.00-tiden. Omfattande översvämningar ledde till att aktern sänktes och dränkte generatorrummet, medan chocken från bombexplosionerna satte huvuddieselgeneratorerna ur funktion och lämnade reservgeneratorerna som enda källa till elektrisk kraft. Under striderna mot de amerikanska styrkorna hade 22 män dödats och lika många hade skadats. Hon hade bara avfyrat 25 granater från sitt huvudbatteri, men trots de betydande skadorna från bomberna den 10 november var hennes torn fortfarande funktionsdugligt, liksom 9 cm kanonerna, även om båda batterierna var strömlösa.

### Hos de fria franska styrkorna
De franska styrkorna i Nordafrika undertecknade ett vapenstillestånd den 11 november, vilket fick tyskarna att invadera resten av Vichyfrankrike, vilket i sin tur ledde till att François Darlan, den tidigare stabschefen för den franska flottan, hoppade av till de allierade tillsammans med resten av flottan. Reparationsarbetet för att göra fartyget sjödugligt hade påbörjats redan den 11 november, och den 15 februari 1943 var turbinerna i drift och den manuella styrkontrollen hade reparerats. Amiral Raymond Fenard, chef för den franska marinens beskickning i USA, begärde att den amerikanska flottan skulle reparera och färdigställa fartyget i USA, vilket de hade börjat göra med Richelieu. Fenard skickade den 15 april en rapport till USA:s vice chef för marinens operationer, amiral Frederick J. Horne, där han redogjorde för Jean Barts status, men Horne svarade den 1 maj att fartyget inte kunde färdigställas enligt de ursprungliga specifikationerna. Fem dagar senare gick den amerikanska flottan med på att fartyget skulle föras till USA i september, vilket krävde reparationer av styrmotorerna.

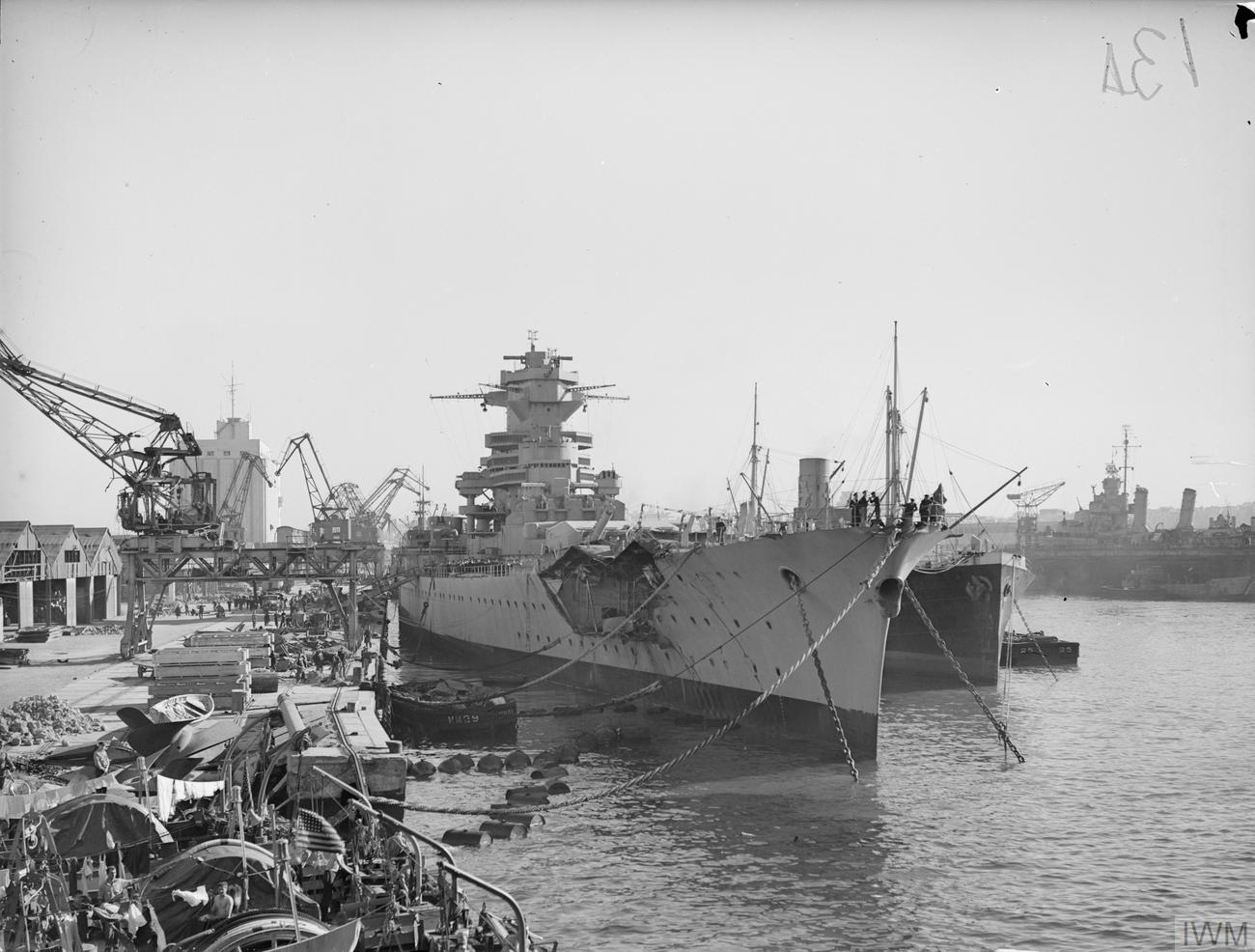
Jean Bart under reparation i Casablanca, januari 1943

Flottans tekniska departement, Central des Constructions et Armes Navales, utarbetade två förslag för att färdigställa fartyget med så få ändringar som möjligt jämfört med dess nuvarande skick. Båda förslagen innebar att 38 cm kanonerna skulle ersättas med 34 cm kanoner från det gamla slagskeppet Lorraine, eftersom Jean Barts kanoner behövdes för att ersätta de skadade kanonerna ombord på Richelieu. Den första designen krävde att kvartsdäcket skulle modifieras för att få plats med två stora katapulter som kunde avfyra amerikanska TBF Avenger eller brittiska Fairey Barracuda torpedflygplan och F6F Hellcat eller Supermarine Seafire jaktplan. Totalt skulle sex flygplan medföras. I stället för det övre huvudtornet, de tre sekundära tornen och 9 cm kanonerna skulle hon få trettio 13 cm/38 kaliber dubbelkanoner i femton tvillingtorn. Dessa skulle kompletteras med sextiofyra Bofors 40 mm kanoner i fyrdubbla fästen och femtio 20 mm Oerlikon kanoner i enkla fästen. Ny eldledningsutrustning skulle installeras, inklusive amerikansktillverkade styrsystem och en Mk 4-eldledningsradar. Det andra förslaget var mindre ambitiöst; flygplansfaciliteterna övergavs till förmån för sjutton dubbla 12,7 cm kanontorn, medan antalet 40 mm skulle ökas till tjugo fyrdubbla fästen.
Horne avvisade båda förslagen den 18 augusti och Fenard svarade med ett förslag om att färdigställa fartyget som ett hangarfartyg, vilket Horne också avvisade. Den 8 december vädjade Fenard direkt till Hornes överordnade, amiral Ernest King, överbefälhavare för den amerikanska flottan, men King informerade Fenard i mars 1944 att den amerikanska flottan inte hade något intresse av att använda kritiska krigsresurser för att färdigställa fartyget. Vid denna tidpunkt i kriget hade den amerikanska flottan mer än tillräckligt med slagskepp och hangarfartyg för att uppfylla sina operativa behov och dessutom kunde amerikanska varv inte enkelt reproducera de delar som krävdes för att färdigställa fartyget enligt något av förslagen; USA hade bara gått med på att reparera och modernisera Richelieu, som hade varit i ett mer komplett skick än Jean Bart, efter betydande påtryckningar från Storbritannien. Jean Bart stannade i stället kvar i Casablanca.
Möjligheterna att färdigställa fartyget utan amerikanskt stöd var begränsade; när den franska flottan borrades i sank i Toulon i november 1942 förstördes en stor del av varvets anläggningar, och Brest skulle inte befrias förrän i september 1944. Fransmännen frågade om möjligheten att ta fartyget till Gibraltar, men varvet där var upptaget med mer kritiska projekt. Varvsarbetarna i Casablanca hade dock förberett fartyget för sjötester i september 1943. Under dessa operationer åtföljdes hon av jagarna Basque och Le Fortuné samt tre amerikanska jagare. Trots att skrovet fortfarande var svårt deformerat efter de skador som uppstått under Operation Torch uppnådde det en hastighet på 22,5 knop (41,7 km/h). Under resten av kriget användes fartyget som ett utbildningsfartyg.

### Färdigställande
När kriget var slut i början av 1945 började den franska flottledningen planera för efterkrigstiden. Den 22 februari beslutade man att Jean Bart skulle färdigställas, men det fanns ingen enighet om hur fartyget skulle färdigställas. En fraktion, som omfattade Fenard samt amiralerna Pierre Barjot och Louis Kahn (den senare var chef för marinens konstruktion), förespråkade att fartyget skulle byggas om till ett hangarfartyg, medan andra hävdade att fartyget skulle färdigställas som ett slagskepp. En tredje grupp föreslog att man skulle skrota fartyget och fokusera på andra projekt. I juli utarbetade Kahn ett förslag som skulle ha producerat ett hangarfartyg med kapacitet för fyrtio flygplan, beväpnat med ett batteri av sexton 13 cm luftvärnskanoner, och skyddat med ett pansrat däck som var 90 mm tjockt. Deplacementet fastställdes till 40 000 ton. Projektet skulle ha kostat 5 miljarder franc och tagit fem år att färdigställa, vilket orsakade stort motstånd inom marinledningen, inklusive Fenard. De protesterade mot kostnaden och förseningarna, samt det faktum att antalet flygplan var hälften så stort som hos samtida amerikanska och brittiska hangarfartyg.
Eftersom fartygets öde fortfarande var osäkert lämnade hon Casablanca den 25 augusti för att segla till Cherbourg, som hon nådde fyra dagar senare. Vid ett möte den 21 september beslöt marinledningen att inte skrota fartyget. Med tanke på invändningarna mot ombyggnaden av hangarfartyget gjorde konstruktionsavdelningen en uppskattning av hur lång tid det skulle ta att tillverka de nödvändiga 38 cm kanonerna, bygga om det övre tornet och lagra den nödvändiga ammunitionen för kanonerna. Beslutet togs att färdigställa Jean Bart enligt samma linjer som Richelieu, om än med förbättrat luftvärn. Historikerna John Jordan och Robert Dumas noterar att trots kritik från officerare från den franska marinflyget "kan det inte råda något tvivel om att beslutet mot en hangarfartygskonvertering var korrekt i det avseendet att det skulle ha resulterat i ett fartyg som var av dåligt värde i förhållande till den ansträngning och de utgifter som det innebar".
Jean Bart flyttades sedan till Brest, där hon torrdockades för reparationer av skrovet som påbörjades den 11 mars 1946. Under denna period färdigställdes även hennes framdrivningssystem, hennes huvud- och sekundär torn installerades och hennes överbyggnad modifierades för den nya radar- och eldledningsutrustning som senare skulle installeras. Arbetet med skrovet avslutades den 26 november 1947, vilket gjorde att hon kunde flyttas från torrdockan till utrustningskajen. Där gjordes ytterligare modifieringar av överbyggnaden och kanonerna för hennes primära och sekundära torn installerades. Därefter följde ytterligare en vistelse i torrdocka från den 20 mars till den 9 oktober 1948, vilket innebar installation av utbuktningar på det nedre skrovet och hennes propelleraxlar reparerades. De första testerna av hennes maskineri inleddes den 4 december, följt av fullständiga tester som inleddes i januari 1949. Därefter genomförde hon eldtester och i maj tilldelades hon Groupe des bâtiments de ligne (slagskeppsgruppen) tillsammans med Richelieu, men enheten upplöstes redan 1950.

### Efterkrigstidstjänst

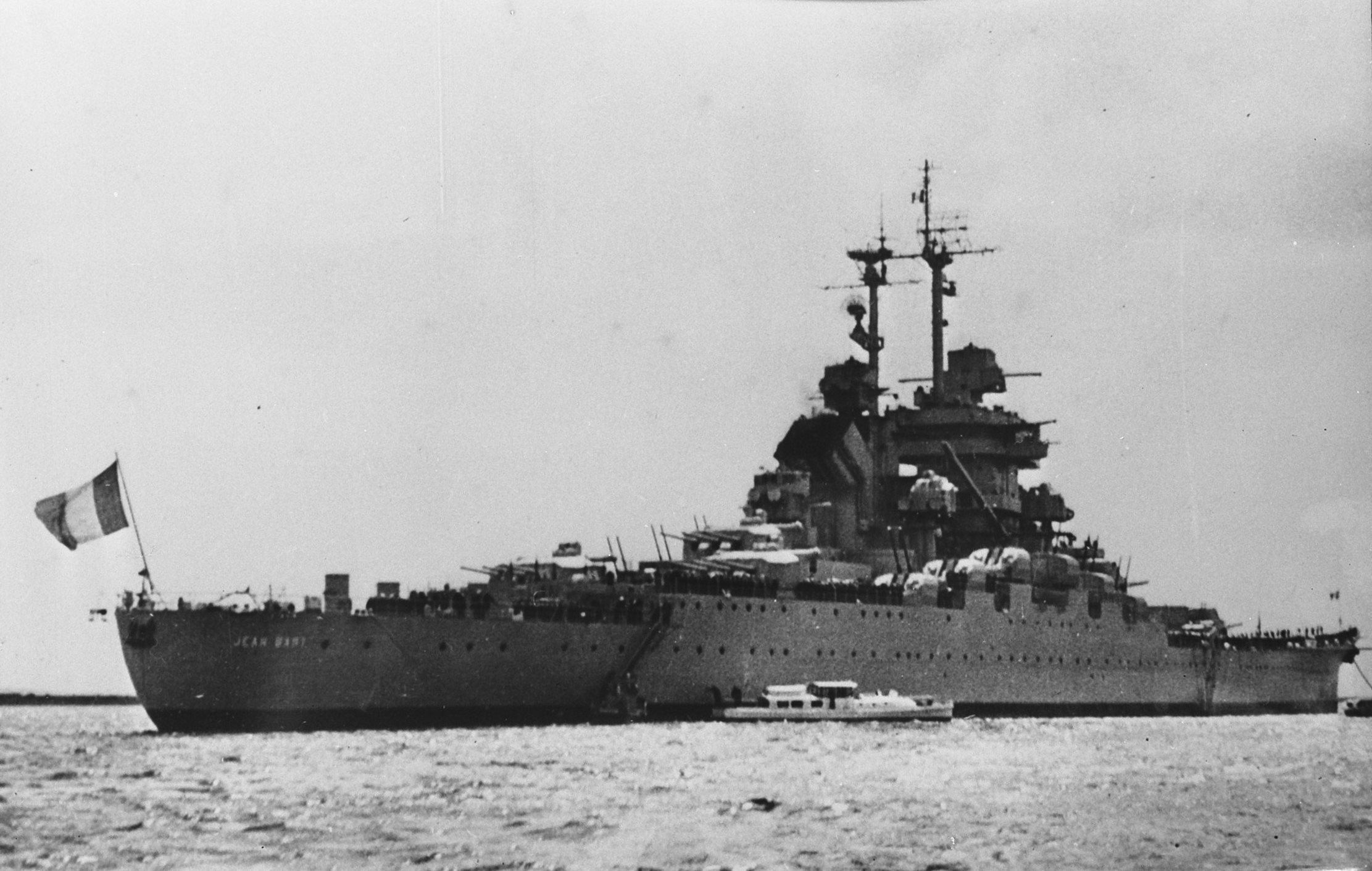
Jean Bart passerar Suezkanalen 1956

Jean Bart deltog i övningar med flottan utanför Nordafrikas kust i maj och juni 1950. Hon tillbringade de följande månaderna i Brest, och i början av 1951 återupptog hon sin grundutbildning för sin besättning. Hon seglade till Le Havre i maj för att få ett avmagnetiserings-system installerat, följt av ytterligare utbildningskryssningar och tester för att bestämma bränsleförbrukningen i juni. Den 7 juli hade hon återvänt till utrustningskajen i Brest för ytterligare arbete. Fartygets huvud- och sekundärbatterier var nu operativa och maskineriet var komplett medan det fortfarande saknades luftvärnskanoner och eldledningsutrustning. Från och med november inledde varvet nästa fas av moderniseringsprogrammet, som omfattade installation av luftvärnskanonerna, modifiering av 15,2 cm tornen för att ge dem en allmålsförmåga och montering av eldledningsutrustning. Det nya luftvärnsbatteriet bestod av tolv 10 cm kanoner i dubbelfästen och tjugoåtta 57 mm-kanoner.
Arbetet med fartygets luftvärnsbatteri gick mycket långsamt. 10 cm kanonerna installerades i mitten av 1952, men måldatorerna för 10 cm kanonerna installerades inte förrän i maj 1953, vilket möjliggjorde provskjutningar av kanonerna i juli. Testerna visade att det behövdes omfattande ändringar av systemen som slutligen var klara i oktober 1954. 57 mm kanonerna var ännu mer försenade, och kanonerna var inte klara för provskjutning förrän i september 1955, även om deras optiska eldledningssystem inte monterades förrän i augusti 1956. Arbetsperioden mellan 1951 och 1956 avbröts av ett flertal sjötester för att utvärdera fartyget när varje ny typ av utrustning installerades. När arbetet med fartyget avslutades hade det utrustats med en mängd olika radaruppsättningar, bland annat en DRBV 11 radar för spaning, en DRBV 20 radar för luftspaning och en DRBV 30 navigeringsradar. De olika eldledningssystemen omfattade en DRBC 10A-uppsättning för huvudbatteriet, sex ACAE-uppsättningar för det tunga luftvärnsbatteriet och fem DRBC 30B-uppsättningar för de lätta luftvärnskanonerna. Hennes normala deplacement hade ökat till 43 052 ton, medan det maximala deplacement nu låg på 49 196 ton. Med fartygets större vikt ökade djupgåendet till 10,9 meter.

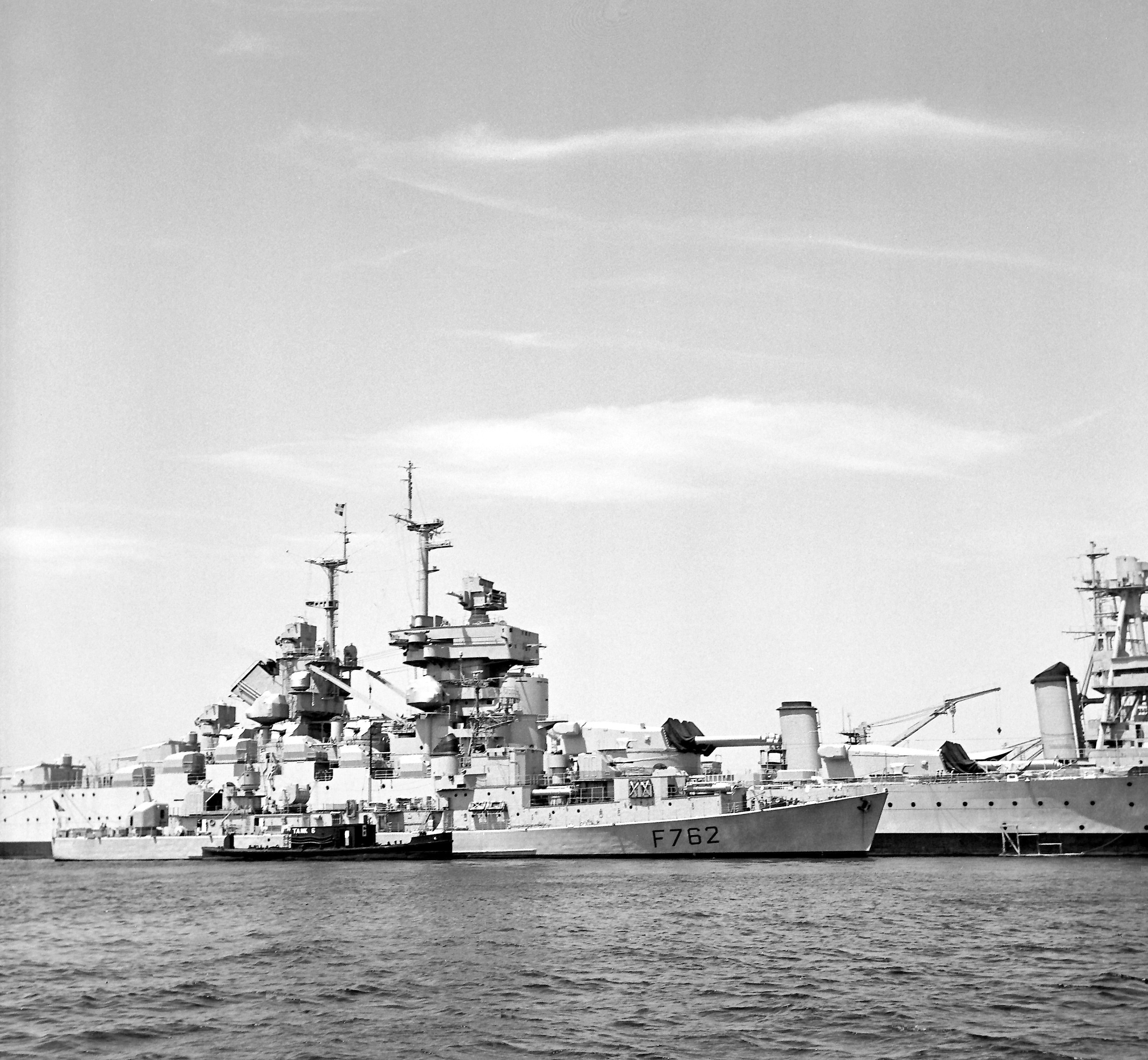
Jean Bart förtöjd i Toulon 1963

Den 1 maj 1955 förklarades hon slutligen färdig och samma månad transporterade hon president René Coty för ett besök i Danmark, eskorterad av jagaren Surcouf. Efter att ha återvänt från kryssningen, som även innehöll ett besök i Oslo, seglade hon i juli till New York för att representera Frankrike vid ett firande av 175-årsdagen av landstigningen av franska soldater ledda av de Rochambeau under det amerikanska frihetskriget. Därefter genomförde hon en serie utbildningskryssningar utanför Bretagnes kust i augusti och september innan hon i oktober förflyttades till Medelhavet. Hon anlände till Toulon den 17 oktober och fyra dagar senare ersatte Jean Bart Richelieu som flaggskepp för träningseskadern.
Jean Bart tillbringade slutet av 1955 och början av 1956 i hamn och genomförde skjutövningar i Les Salins d'Hyères. För första och sista gången i deras karriärer färdades Richelieu och Jean Bart tillsammans den 30 januari 1956. I juni 1956 åkte Jean Bart på en turné i Franska Nordafrika. Eftersom spänningarna med Egypten om kontrollen över Suezkanalen blossade upp 1956, fattades beslutet den 8 juli att skicka fartyget till Egypten. Jean Barts övre torn återaktiverades i augusti och den 7 september genomförde hon skjutövningar med tornet i sällskap med kryssaren Georges Leygues utanför Nordafrikas kust.
Därefter deltog hon i den franska flottans interventionsstyrka under Suezkrisen, Operation Mousquetaire, men endast med sitt övre torn i drift. Under operationerna utanför kanalzonen hade hon en besättning på 1 280 officerare och män, trots att den planerade besättningen under kriget uppgick till 2 220 personer. Detta innebar att endast hälften av hennes luftvärnskanoner kunde bemannas. Fartyget lämnade Toulon den 26 oktober och seglade först till Alger, franska Algeriet, där hon den 29-31 oktober fick i uppdrag att transportera främlingslegionens 1:a fallskärmsregemente och grodmans-styrkan Commando Hubert ombord på fartyget. Jean Bart anslöt sig sedan till resten av interventionsstyrkan, som bestod av hangarfartygen Arromanches och La Fayette, Georges Leygues, jagarna Surcouf, Kersaint, Cassard och Bouvet samt en ubåtsjaktsgrupp. Fartygen seglade iväg den 1 november och nådde Limassol på Cypern den 4 november, där fallskärmsjägarna och grodmännen överfördes till amfibiefartyg. Den 5 november färdades Jean Bart söderut för att beskjuta Port Said, men hon avfyrade endast fyra skott från sitt huvudbatteri innan landstigningen avbröts. Hon stannade utanför staden i ytterligare två dagar innan hon seglade iväg den 7 och återvände till Toulon via Limassol den 13 november.
Den 1 december återvände Jean Bart till träningsskvadronen. Hennes sista period till sjöss ägde rum mellan den 11 och 19 juli 1957; det var också sista gången hon avfyrade sitt huvudbatteri. Den 1 augusti placerades hon i reserv, trots att många inom marinledningen var ovilliga att se de medel och ansträngningar som lagts ner på att färdigställa fartyget gå till spillo. Vid den här tiden började en ny generation av efterkrigstida kryssare och jagare att tas i bruk, vilket ledde till betydande brist på besättning. I kombination med kostnaderna för att hålla Jean Bart i tjänst och behovet av att frigöra den arbetskraft som var knuten till fartyget till förmån för mer användbara fartyg ledde till att hon drogs tillbaka från aktiv tjänst efter bara två år. Flottan övervägde ett antal moderniseringsförslag för att förbättra fartygets luftvärnsbatteri eller lägga till styrda robotar. Det sistnämnda konceptet omfattade fem olika varianter som varierade från att lägga till robotbatterier med 24-44 missiler på kvartsdäck till att ta bort huvudbatteriets torn och rekonstruera den främre delen av fartyget för att hysa ett stort robotbatteri med så många som 325 robotar. Alternativt övervägdes att installera ett robotluftvärn för teständamål; detta skulle ha inneburit att man skulle ha tagit bort det centrala 15,2 cm tornet och ersatt det med en avfyringsanordning för den amerikanska RIM-2 Terrier-roboten. 15,2 cm tornet skulle behållas för att återinstalleras när utvärderingsperioden var över.

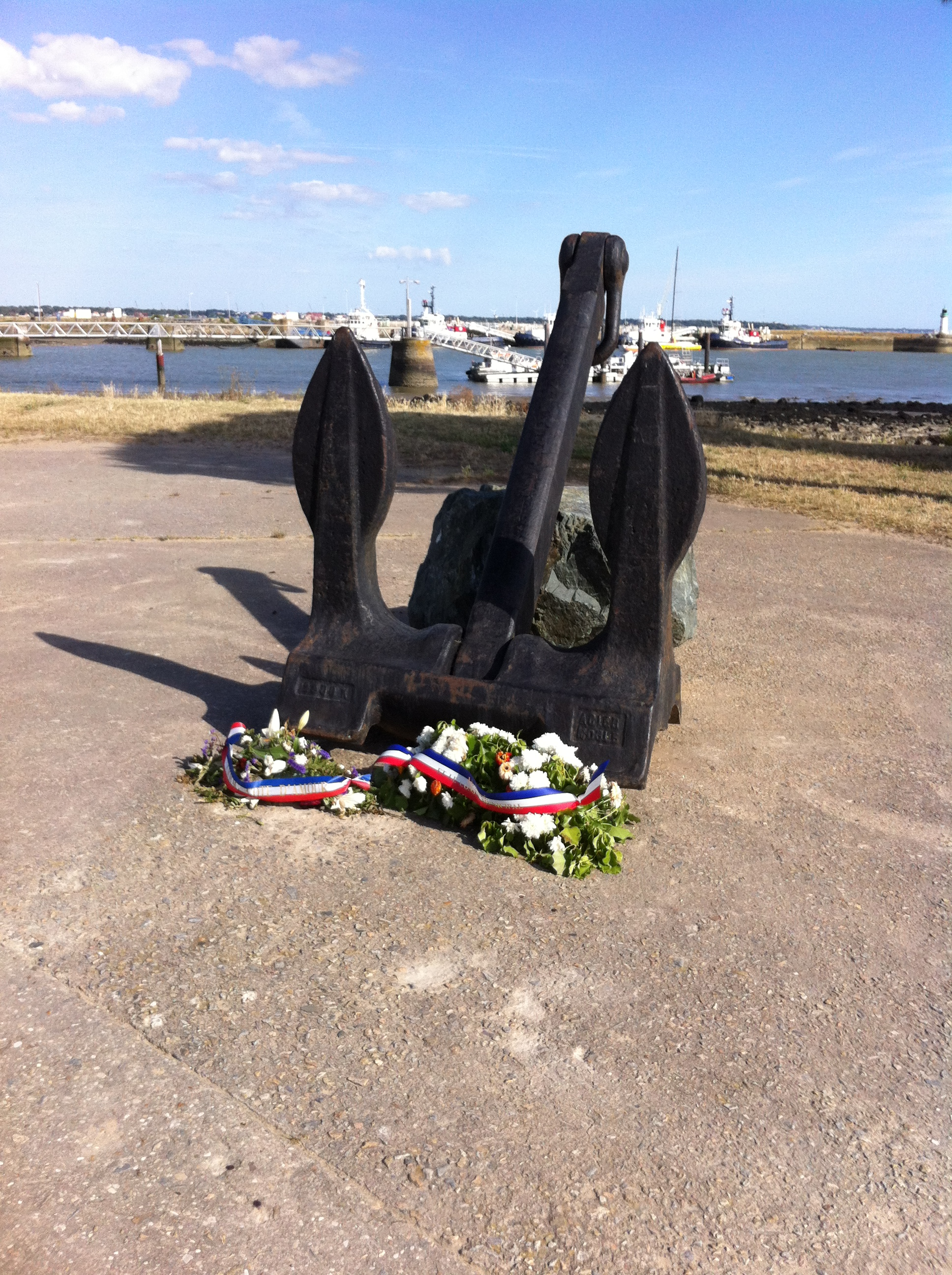
Ett av Jean Barts bevare ankare i Saint-Nazaire

Inget av moderniserings- eller ombyggnadsprojekten genomfördes, och de robotbatterier som innebar att 38 cm tornen skulle avlägsnas övervägdes inte på allvar av flottan. I augusti 1957 reducerades fartyget till ett kasernfartyg, och den 1 januari 1961 nedgraderades fartyget till en lägre reserv status. Man övervägde 1964 att återaktivera fartyget för att använda det som kommandoskepp under en serie kärnvapenexperiment i Stilla havet, men man kom fram till att kostnaden skulle ha blivit för hög, och därför användes kryssaren De Grasse i stället. Fartyget förblev i flottan fram till den 10 februari 1970 då det ströks ur marinregistret, döptes om till Q466 och lades ut till försäljning. Fartyget såldes den 21 maj, bogserades till Brégaillon och skrotades. Även om hon aldrig blev fullt operativ visade sig Jean Bart ändå vara en användbar testbädd för en mängd nya franska luftvärnskanoner och radarsystem.